# The Best of Apocalyptica
The Best of Apocalyptica je album cello metal benda Apocalyptica izdan samo u Japanu 2002. godine.

## Lista pjesama
1. "Driven"
2. "Hope"
3. "Enter Sandman"
4. "Nothing Else Matters"
5. "Pray!"
6. "Path"
7. "The Unforgiven"
8. "Refuse/Resist"
9. "Kaamos"
10. "Inquisition Symphony"
11. "Romance"
12. "Harmageddon"
13. "Hall of the Mountain King"